# Dromornis stirtoni
Il dromornitide (Dromornis stirtoni) è stato un componente del gruppo faunistico preistorico mondiale della Megafauna estinta, ossia un gruppo di animali giganteschi che si estinsero in tutta la Terra tra 50.000 e 10.000 anni fa improvvisamente, e in alcune zone prima dell'arrivo dell'Homo Sapiens Sapiens.
Uccello non volatore, Dromornis stirtorni era alto 3 metri, il che fa credere che fosse il più grande uccello mai esistito, e pesante 450 chili. Il becco, simile a quello dei pappagalli, serviva ad aprire le noci e i frutti di cui si cibava. L'uomo non vide mai questo gigantesco animale, in quanto si estinse otto milioni di anni fa, nel tardo Miocene, quando l'Australia si stava inaridendo.